# Cantone di Barva
Il cantone di Barva è un cantone della Costa Rica facente parte della provincia di Heredia.

## Geografia antropica

### Suddivisioni amministrative
Il cantone  è suddiviso in 6 distretti:
- Barva
- San José de la Montaña
- San Pablo
- San Pedro
- San Roque
- Santa Lucía